# Musée de la Céramique de Rouen
Le musée de la Céramique de Rouen est un musée créé en 1864 possédant le label musée de France. Il est situé dans l'hôtel d'Hocqueville.

## Historique
Charles Maillet du Boullay a été conservateur du musée de 1873 à 1875, puis Gaston Le Breton.

## Le musée

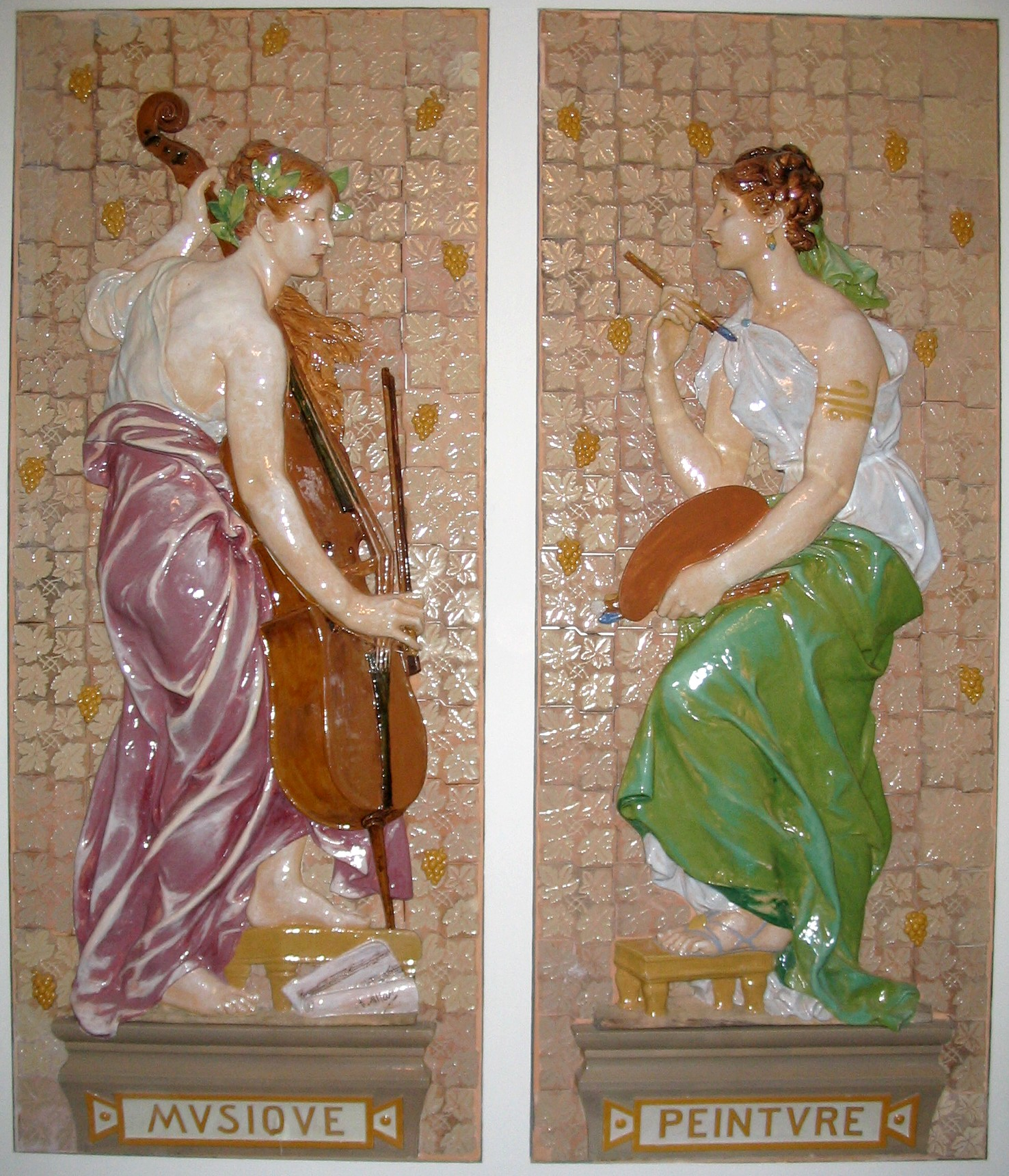
Jules Paul Loebnitz La peinture, La musique, 1889, d'après André-Joseph Allar, musée de la Céramique de Rouen.

Des albizias ont été plantés dans le jardin du musée.
Un buste du dieu Pan (1913) provient du jardin des plantes de Rouen.

## L'hôtel
Le musée occupe depuis 1984 l'hôtel d'Hocqueville, dit hôtel de Bellegarde. Datant du XVIIe siècle, il est bâti sur les ruines du château de Rouen, lui-même bâti sur les ruines de l'amphithéâtre gallo-romain de Rotomagus.
Cet hôtel particulier, avec une partie de ses dépendances, est inscrit monument historique le 8 avril 1935 ; il est ensuite classé monument historique le 28 juillet 1937 pour les façades et les toitures de l'hôtel.